# Wiaczesław Jefimenko
Wiaczesław Mykołajowycz Jefimenko, ukr. В'ячеслав Миколайович Єфіменко, ros. Вячеслав Николаевич Ефименко, Wiaczesław Nikołajewicz Jefimienko (ur. 3 sierpnia 1974 w Woroszyłowgradzie) – ukraiński piłkarz, grający na pozycji pomocnika, a wcześniej napastnika.

## Kariera piłkarska

### Kariera klubowa
W 1992 roku rozpoczął karierę piłkarską w miejscowym klubie Tytan Armiańsk. Na początku 1996 został piłkarzem Karpat Lwów. Po dwóch latach przeszedł do Torpeda Zaporoże. Potem ponownie po dwóch latach zmienił klub na FK Lwów. W 2002 wyjechał do Białorusi, gdzie zasilił skład Dynamy Brześć. Po zakończeniu sezonu opuścił białoruski klub i potem powrócił do macierzystego klubu. Latem 2004 zakończył karierę piłkarską.

## Sukcesy i odznaczenia

### Sukcesy klubowe
Karpaty Lwów
- brązowy medalista Mistrzostw Ukrainy: 1997/98